# Église Saint-Martin de Ways
Pour les articles homonymes, voir Église Saint-Martin.
L'église Saint-Martin est une église de style classique située à Ways, village dépendant de la ville belge de Genappe, dans la province du Brabant wallon.

## Localisation

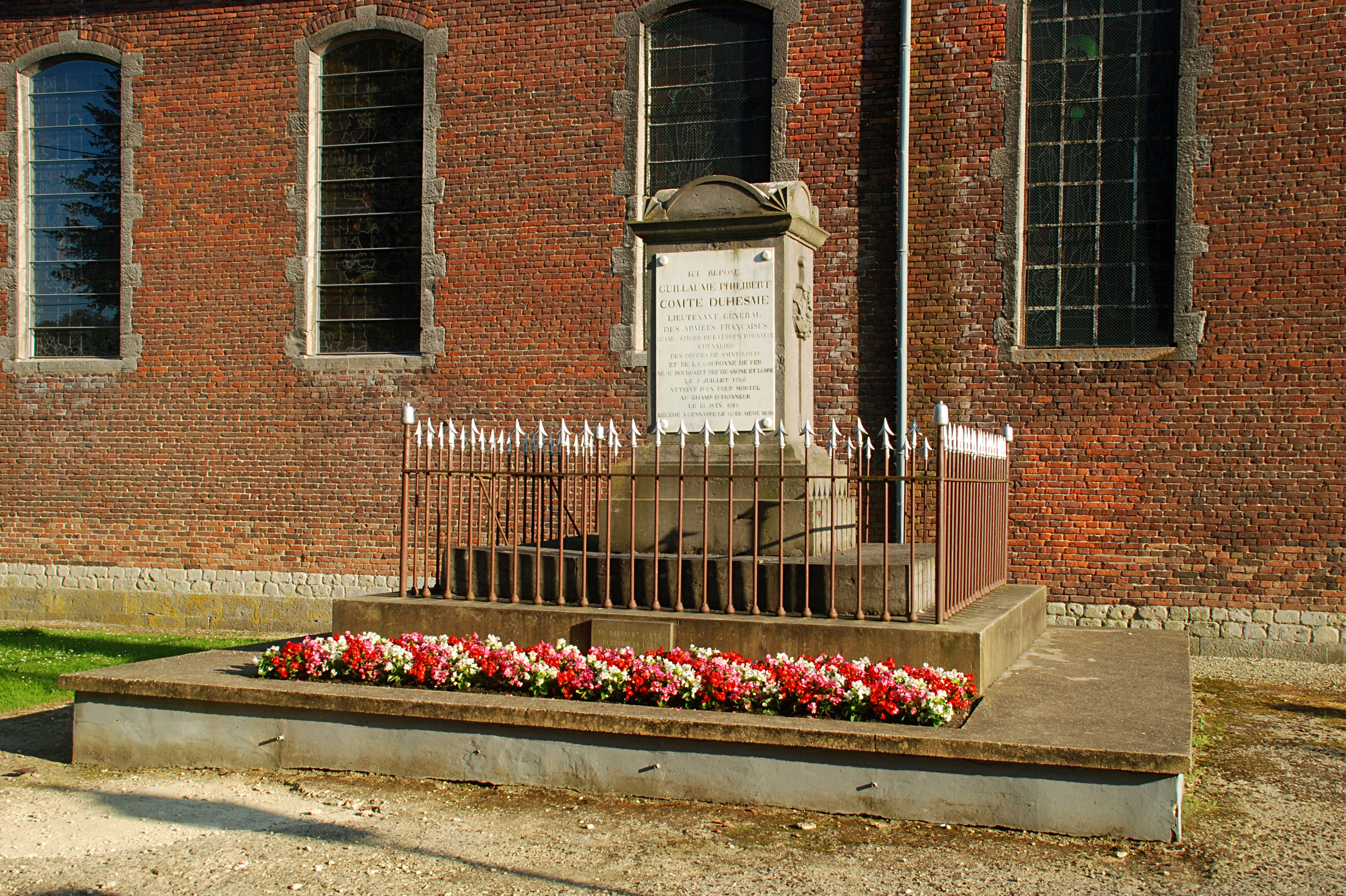
Le Mausolée Duhesme.

Entourée des vestiges de l'ancien cimetière, l'église se dresse sur la place Comte Cornet de Ways Ruart, à quelques pas de la Dyle dont elle est séparée par le clos Général Duhesme où est érigé le Mausolée Duhesme, un monument de style néo-classique qui abrite la sépulture de Guillaume Philibert, comte Duhesme, général français blessé à la bataille de Waterloo et décédé le surlendemain de la bataille.

## Historique
La paroisse de Ways existe déjà vers 1200 : les dîmes se partagent en 1223 entre l'abbaye de Villers et celle d'Aywières, qui en perçoit les trois quarts. La paroisse comprenait la partie orientale de Genappe, qui n'en a été séparée qu'en 1836.
L'église actuelle est construite en 1767, sauf la tour qui est probablement antérieure.
La tour est restaurée en 1907. La construction d'un nouveau jubé et des orgues est décidée la même année.
L'église est classée au titre des monuments historiques depuis le 25 novembre 1963.

## Architecture extérieure

### Matériaux
L'église, couverte d'ardoises, est construite en briques rouges, moellons de grès sablonneux (matériau utilisé pour le soubassement) et en pierre bleue (matériau utilisé pour les chaînages d'angle et l'encadrement des baies).

### La tour-clocher
La tour-clocher de trois niveaux, élément le plus ancien en forte saillie par rapport aux façades des collatéraux, fait office de façade occidentale. 
Surmontée d'une flèche, elle présente sur toute sa hauteur des chaînages d'angle en pierre bleue ainsi que de nombreuses ancres de façade.
Le rez-de-chaussée de la tour-clocher présente un soubassement en moellons de grès sablonneux, de couleur blanche, ainsi qu'un portail à arc en plein cintre de style classique en pierre bleue à impostes et clef saillantes.
Le premier étage de la tour, en léger retrait, est percé sur sa face occidentale d'une fenêtre classique à arc surbaissé et à clef d'arc en saillie.
Le deuxième étage de la tour, présentant à nouveau un léger retrait, est percé sur chaque face d'une baie campanaire au linteau bombé pourvue d'abat-sons. Juste sous la corniche, il présente de nombreux trous de boulin.
À gauche de la tour se dresse le monument aux morts érigé par la commune de Ways à ses soldats de la Grande guerre ainsi qu'à ses héros de la Seconde Guerre mondiale dont plusieurs ont donné leur nom à une rue du village, comme Armand Anciaux, Émile François, Émile Hecq, Émile Marcq, Joseph Milhoux, Achille Fiévez et Émile Boucqueau. 
|  |  |  |  |

### Les façades latérales

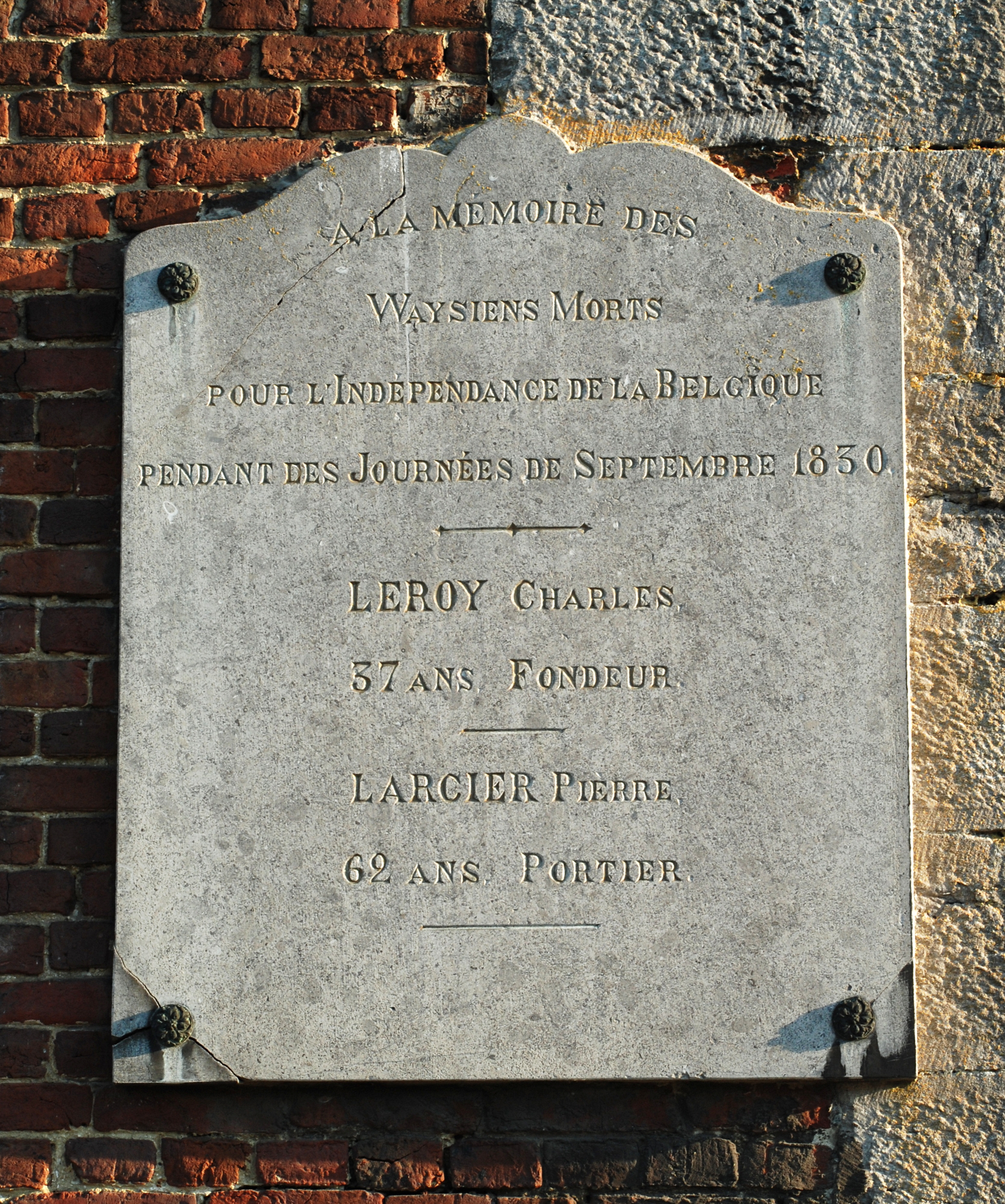
Plaque à la mémoire des Waysiens morts pour l'indépendance de la Belgique.

Les façades latérales de la nef classique sont masquées par les collatéraux, dont la toiture prolonge celle de la nef.
Ces collatéraux présentent chacun trois façades, séparées par de beaux chaînages d'angle en pierre bleue, tranchant nettement sur la brique rouge : deux petites façades aveugles, à l'est et à l'ouest, ainsi qu'une grande façade méridionale percée de six grandes fenêtres de style classique dont l'encadrement de pierre bleue est constitué de piédroits harpés supportant un linteau bombé.
Ces façades latérales présentent la particularité de reposer sur un double soubassement en pierre bleue et en moellons de grès. Elles sont par ailleurs ornées de nombreuses plaques funéraires, vestiges de l'ancien cimetière paroissial (voir plus loin).
Sur la façade nord est fixée une plaque « à la mémoire des Waysiens morts pour l'indépendance de la Belgique pendant les journées de septembre 1830 », Charles Leroy (37 ans) et Pierre Larcier (62 ans).

### Le chevet et la sacristie

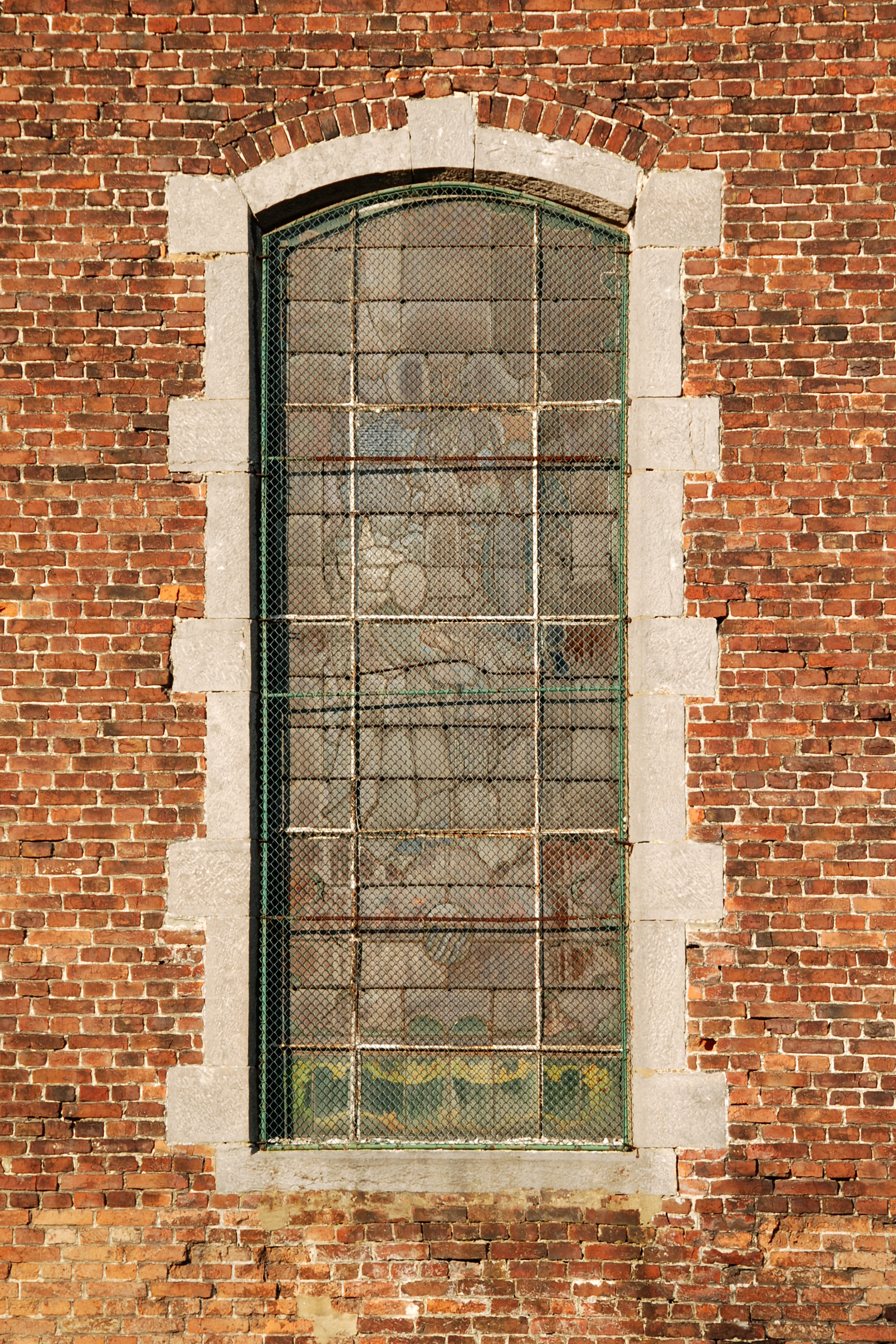
Fenêtre du chevet.

Le chevet, haut et imposant, est composé de deux travées de chœur et d'une abside à trois pans de brique séparés par de hauts chaînages d'angle en pierre bleue. Les deux travées de chœur sont percées de hautes fenêtres classiques, en tous points semblables à celles des collatéraux.
Le chevet est prolongé dans l'axe par une petite sacristie de plan carré réalisée dans les mêmes matériaux et percée de petites fenêtres carrées à encadrement de pierre bleue.
|  |  |

## Architecture intérieure

### La nef

#### Description générale de la nef

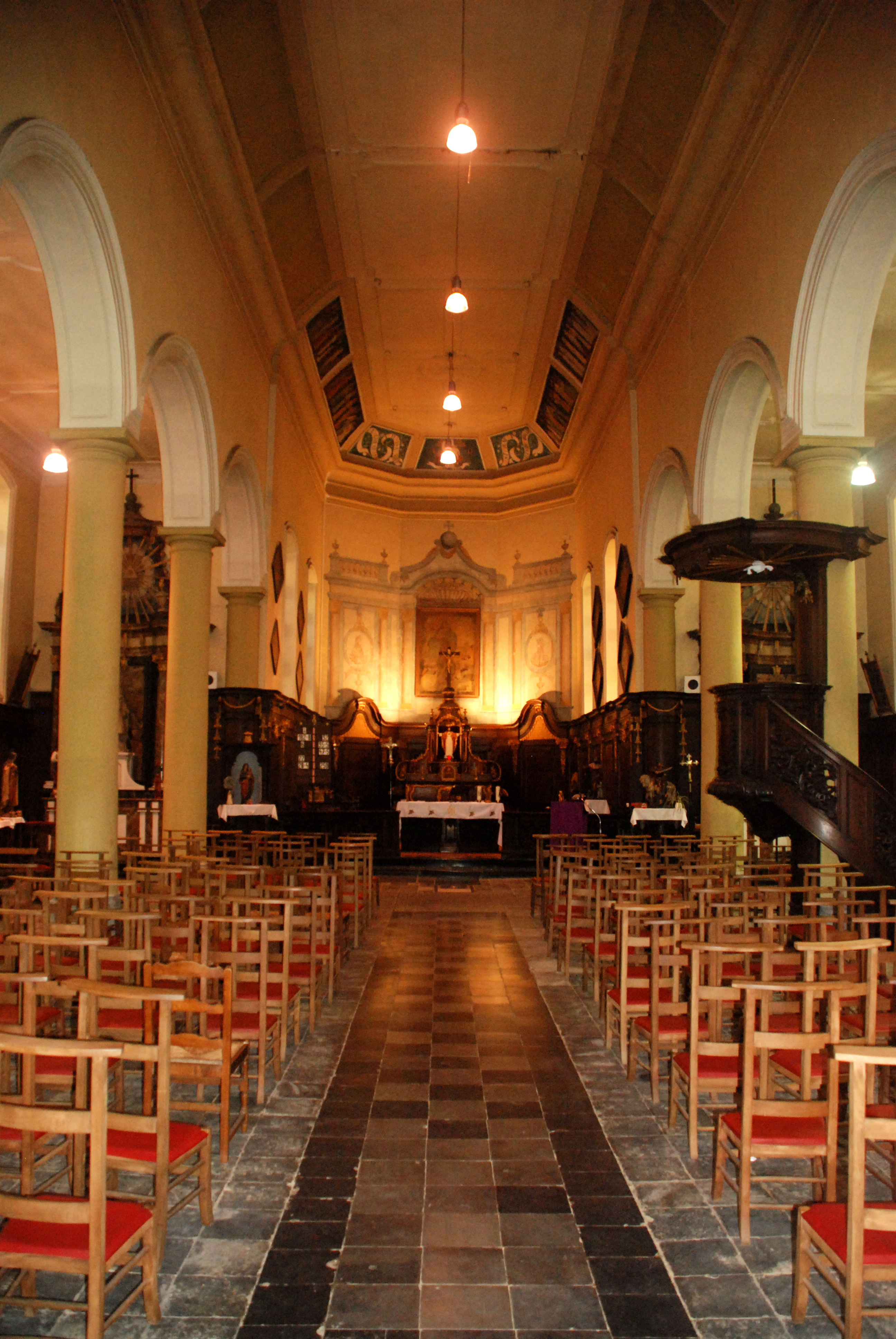
La nef.

La nef de style classique, peinte dans les tons jaunes, compte cinq travées (le sixième fenêtre vue de l'extérieur étant située au niveau de la tour).
Elle est séparée des collatéraux par deux rangées de quatre colonnes rondes peintes en jaune, sommées de chapiteaux toscans et portées par des socles octogonaux en pierre bleue (petit granit) surmontés d'anneaux toriques. Les extrémités de ces deux rangées de colonnes sont occupées par des colonnes engagées.
Les arcs en plein cintre portés par ces colonnes, à l'intrados orné de moulures rectangulaires, sont peints dans une couleur blanche qui tranche avec la couleur jaune des colonnes et des parois.
|  |  |  |

#### La chaire de vérité et les orgues

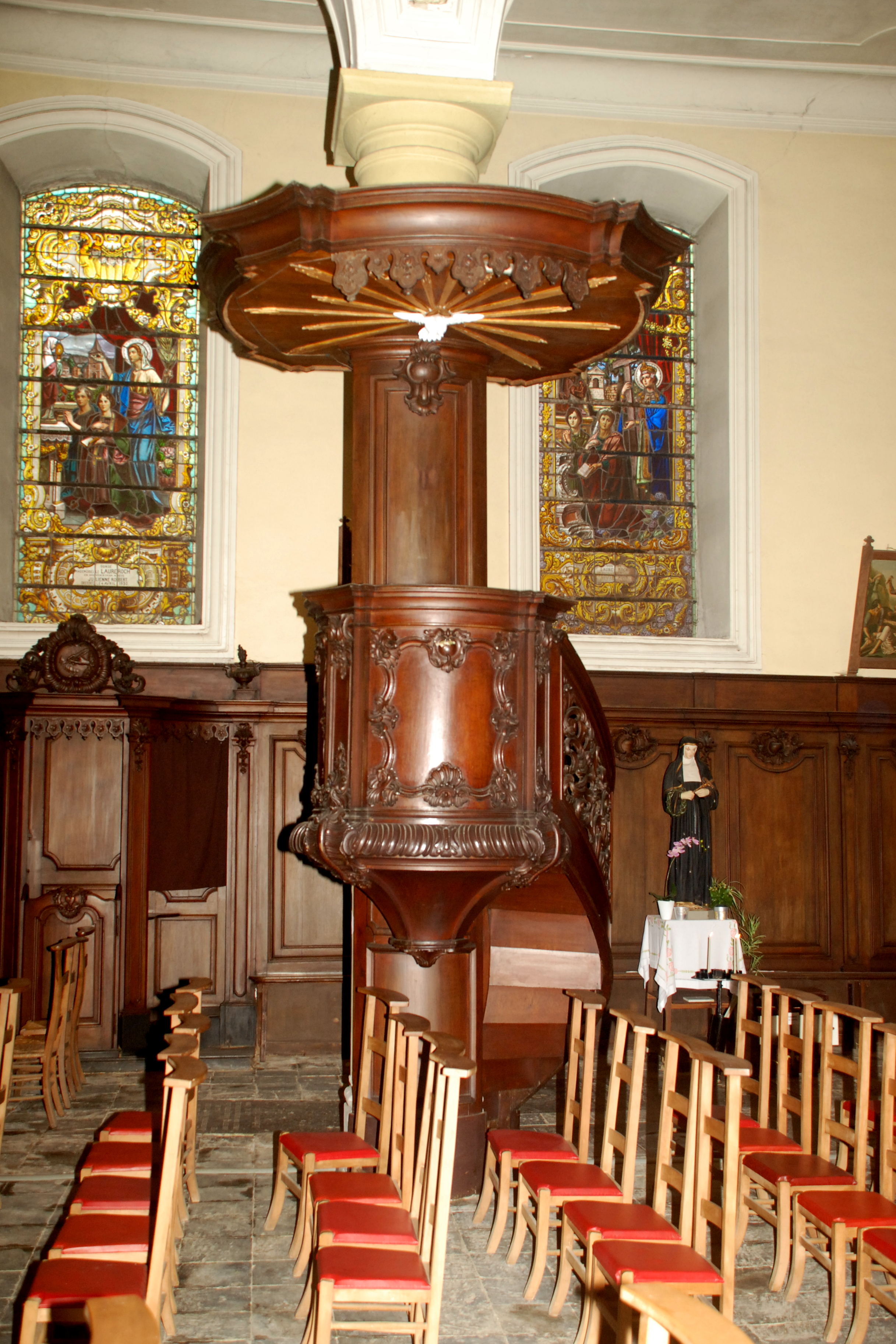
La chaire de vérité.

Au milieu de la nef, du côté droit, se dresse une chaire de vérité en chêne, accolée à une des colonnes toscanes. La chaire, à laquelle un escalier tournant donne accès, est surmontée d'un abat-voix orné de lambrequins au plafond duquel est figurée la colombe entourée de rayons dorés. Sa cuve est décorée de moulures et de motifs végétaux.
Les orgues sont installées au-dessus du narthex, derrière un grand arc en plein cintre à moulures dont la clé d'arc est agrémentée de gouttes (petits pendentifs typiques de l'architecture néo-classique).

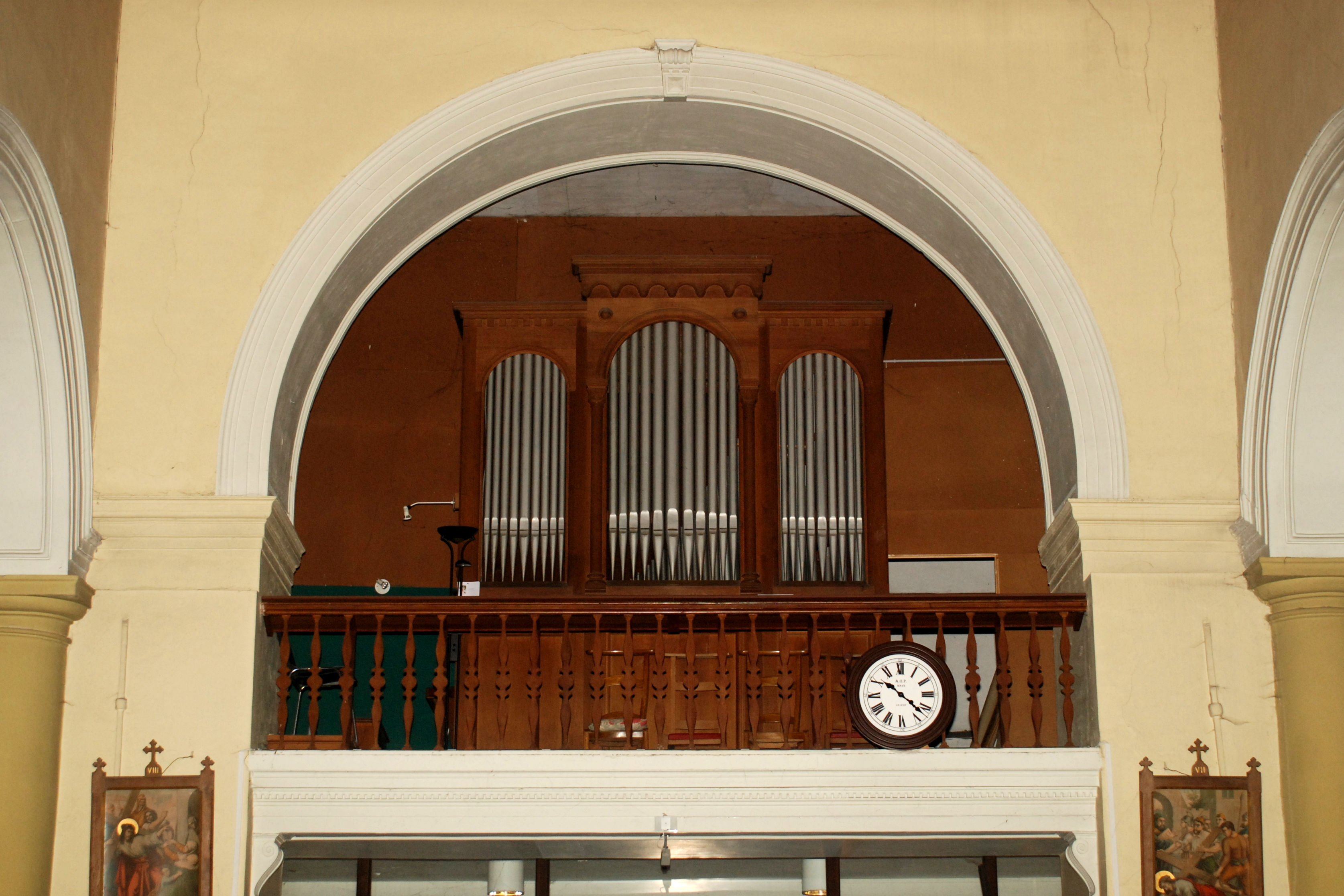
Les orgues.

#### Les dalles funéraires de la nef
Le pavement de la nef intègre de nombreuses dalles funéraires, parmi lesquelles celles de plusieurs curés de Ways, comme Thomas Martin, curé de l'église de Ways (Ecclesiæ Wasianæ pastor), et Ghislain Mataigne, curé de Ways (Wasianus pastor) pendant 25 ans décédé le 15 mai 1760 à l'âge de 57 ans.
|  |  |  |

### Le chœur

#### Les travées de chœur et l'abside à pans

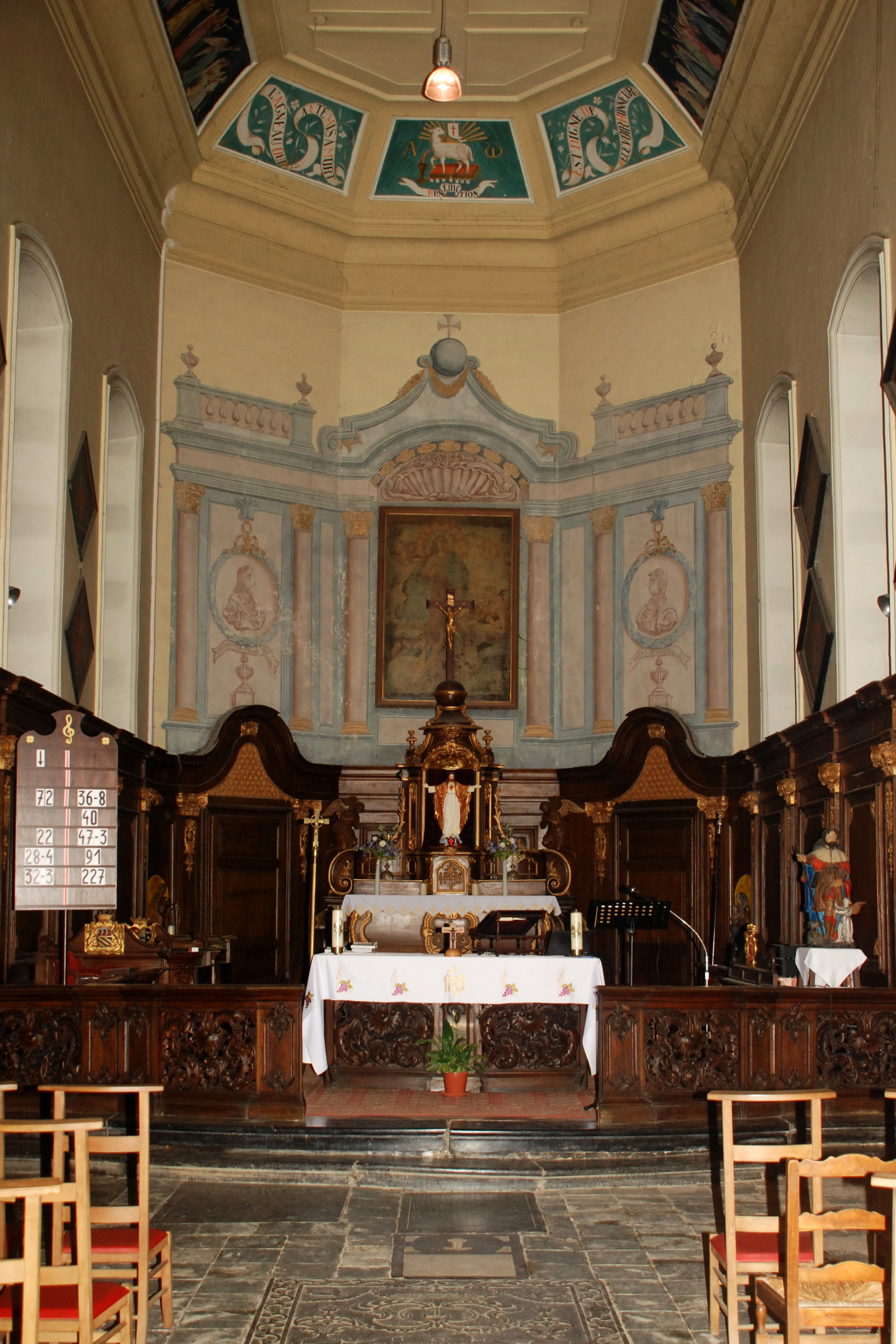
Le chœur.

Précédé d'un banc de communion en chêne, le chœur comporte deux travées de chœur et se termine par une abside à trois pans.
Aussi large et aussi haut que la nef, il en partage le plafond plat et ne possède donc pas d'arc triomphal.
Les murs des travées de chœur portent huit obiit (armoiries funéraires).
Les murs des pans de l'abside sont ornés d'une vaste peinture murale figurant un temple de style Renaissance peint dans les tons bleu, blanc et rose, orné d'un tableau et de deux grands médaillons inscrits chacun dans une couronne de laurier. Ses colonnes aux chapiteaux composites dorés supportent un large entablement sommé d'un baldaquin à volutes portant l'orbe, un globe coiffé d'une croix symbolisant la domination du Dieu judéo-chrétien sur le monde. De part et d'autre de ce baldaquin sont figurées des balustrades sommées de vases de pierre.
Plus haut, les pans obliques du plafond sont ornés de panneaux peints représentant l'agneau pascal et des phylactères disant : 
L'agneau qui a été mis à mort

est digne de recevoir honneur

#### Le maître-autel et les lambris du chœur

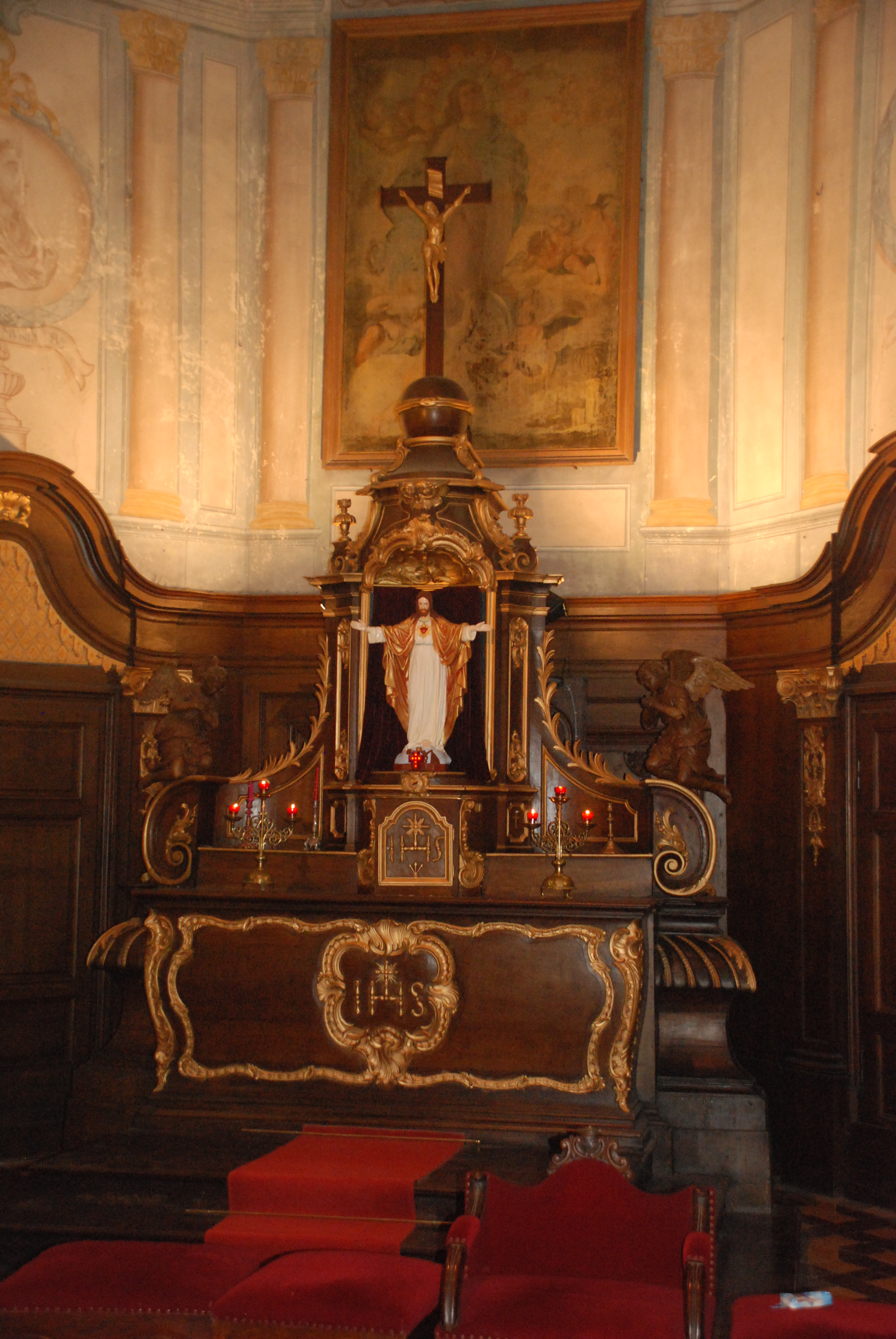
Le maître-autel en chêne sculpté.

Au centre du chœur se dresse le maître-autel de style baroque en chêne sculpté rehaussé de dorures. Cet autel de dimensions modestes est composé d'une table d'autel dont l'antependium (devant d'autel) est orné d'un grand cartouche frappé du monogramme de Jésus-Christ (IHS), d'un tabernacle frappé du même monogramme et d'un retable à volutes. Ce retable, sur les volutes duquel deux anges se prosternent, abrite une niche ornée de la statue de Jésus, sommé d'un baldaquin à volutes et pots à feu lui-même surmonté d'un globe et d'un grand crucifix.
Les murs du chœur sont ornés de lambris en chêne, formés d'une alternance de panneaux moulurés ornés de dorures aux angles et de pilastres ornés à leur sommet d'un chapiteau de style composite.
Les lambris du chœur se prolongent sur les colonnes engagées qui se trouvent au début de la nef, de part et d'autre du chœur. Devant la colonne à droite du chœur est disposée la statue de saint Martin partageant son manteau avec un mendiant.
|  |  |  |

### Les collatéraux

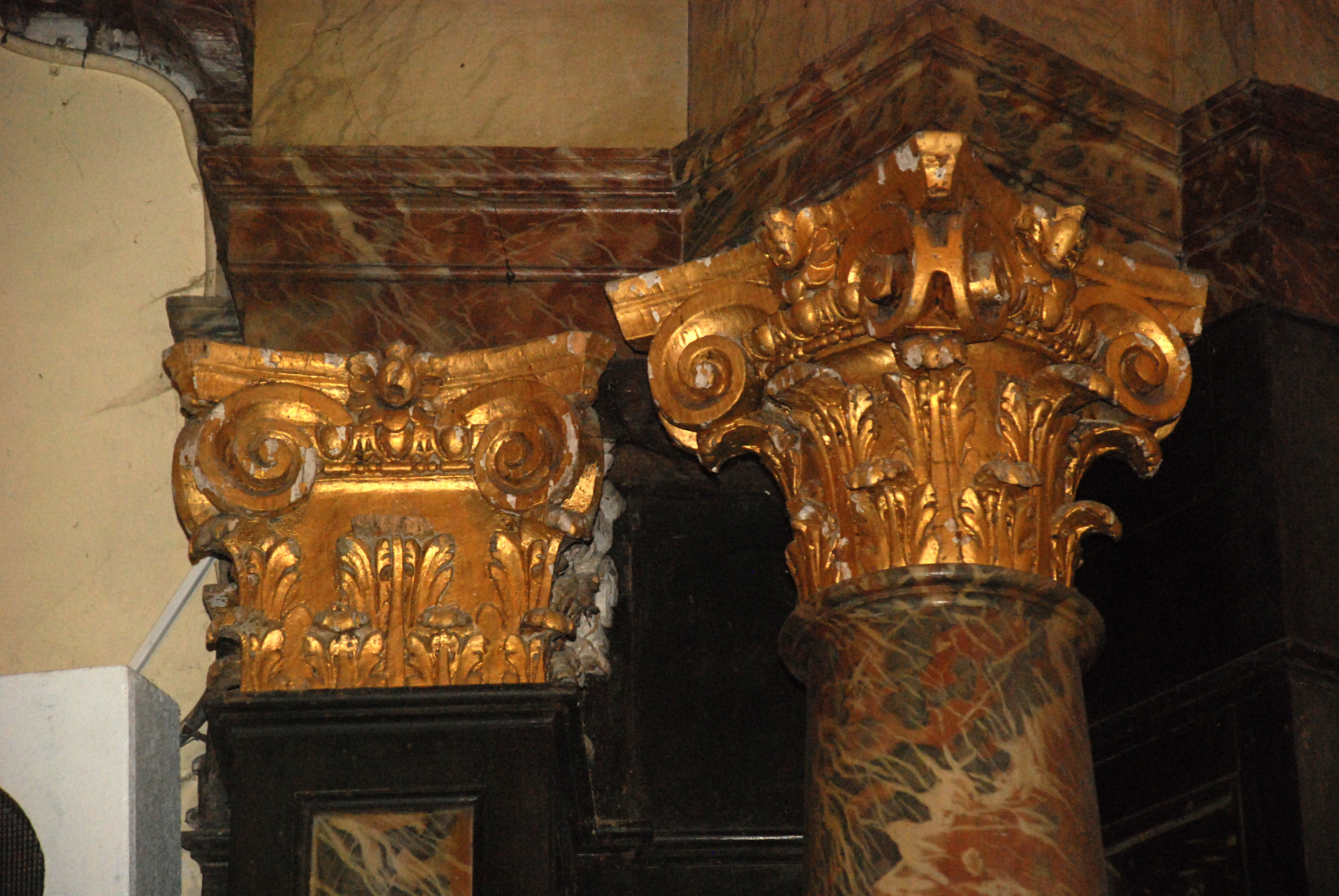
Chapiteaux composites dorés.

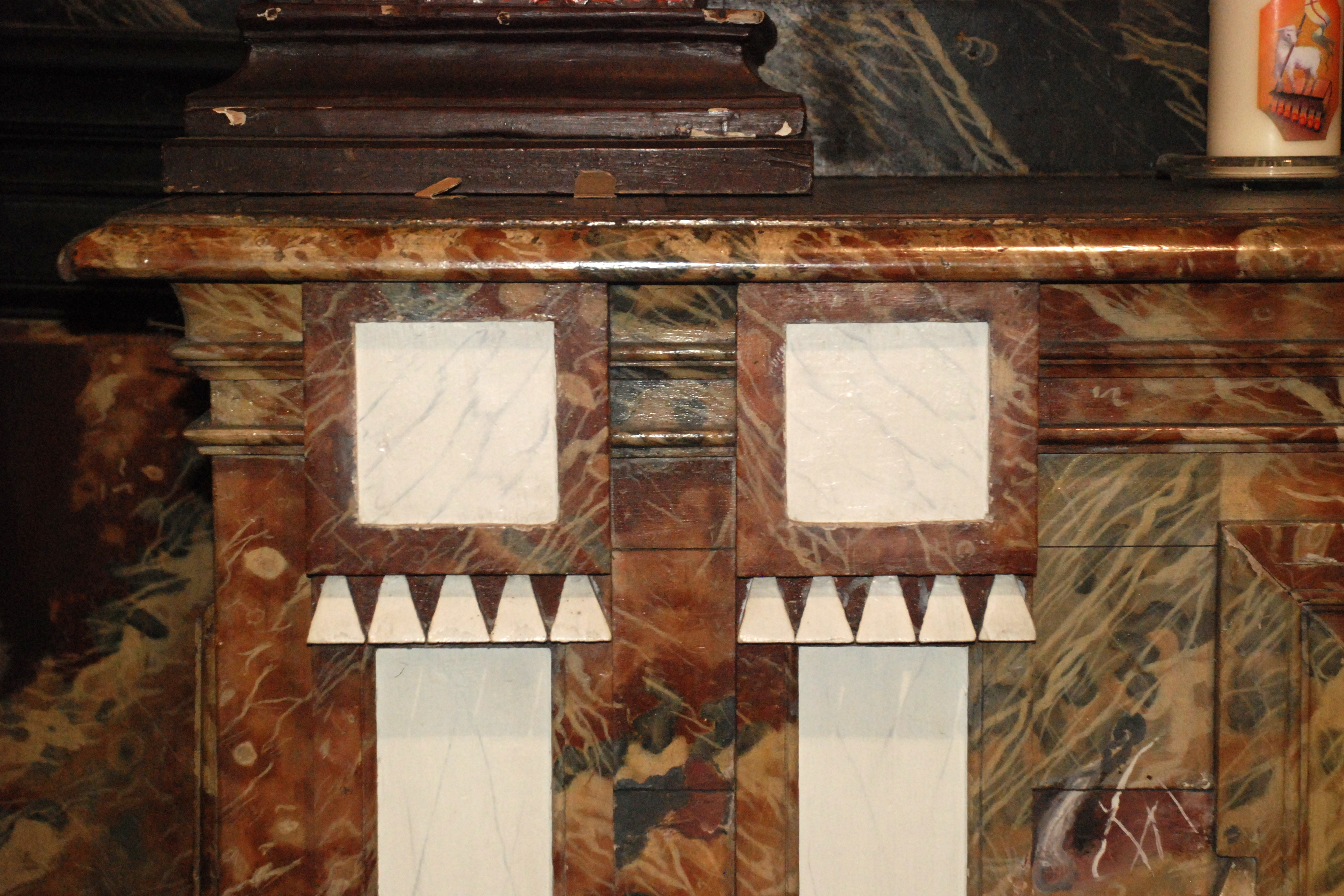
Motifs de gouttes.

#### Les autels latéraux
Les collatéraux, moins hauts que la nef, sont percés de cinq fenêtres, une par travée.
Ces fenêtres, bordées d'une moulure stuquée de couleur blanche tranche sur la couleur jaune des parois, sont ornées de vitraux  richement colorés pour la plupart.
Chaque collatéral se termine, près du chœur, par un autel de style baroque en bois peint imitant le marbre rouge et noir.
Ces autels secondaires, en tous points semblables, sont dédiés à saint Martin et à la Vierge, plus précisément à Notre-Dame de Thy.
Chacun de ces autels est composé verticalement de quatre éléments :
- une table d'autel dont l'antependium (devant d'autel) est orné d'un grand cartouche blanc flanqué de pilastres surmontés d'un motif de gouttes ;
- un retable incurvé orné d'une statue encadrée de deux pilastres et de deux colonnes dont les chapiteaux composites dorés supportent un entablement ;
- un dais à volutes encadrant un écusson représentant l'œil de la Providence (un œil figuré dans un triangle entouré de nuages, d'angelots et de rayons de lumière) et flanqué de deux pots à feu ;
- l'orbe, un globe coiffé d'une croix symbolisant la domination de Dieu sur le monde.

|  |  |  |  |

#### Les confessionnaux, les lambris et la cuve baptismale

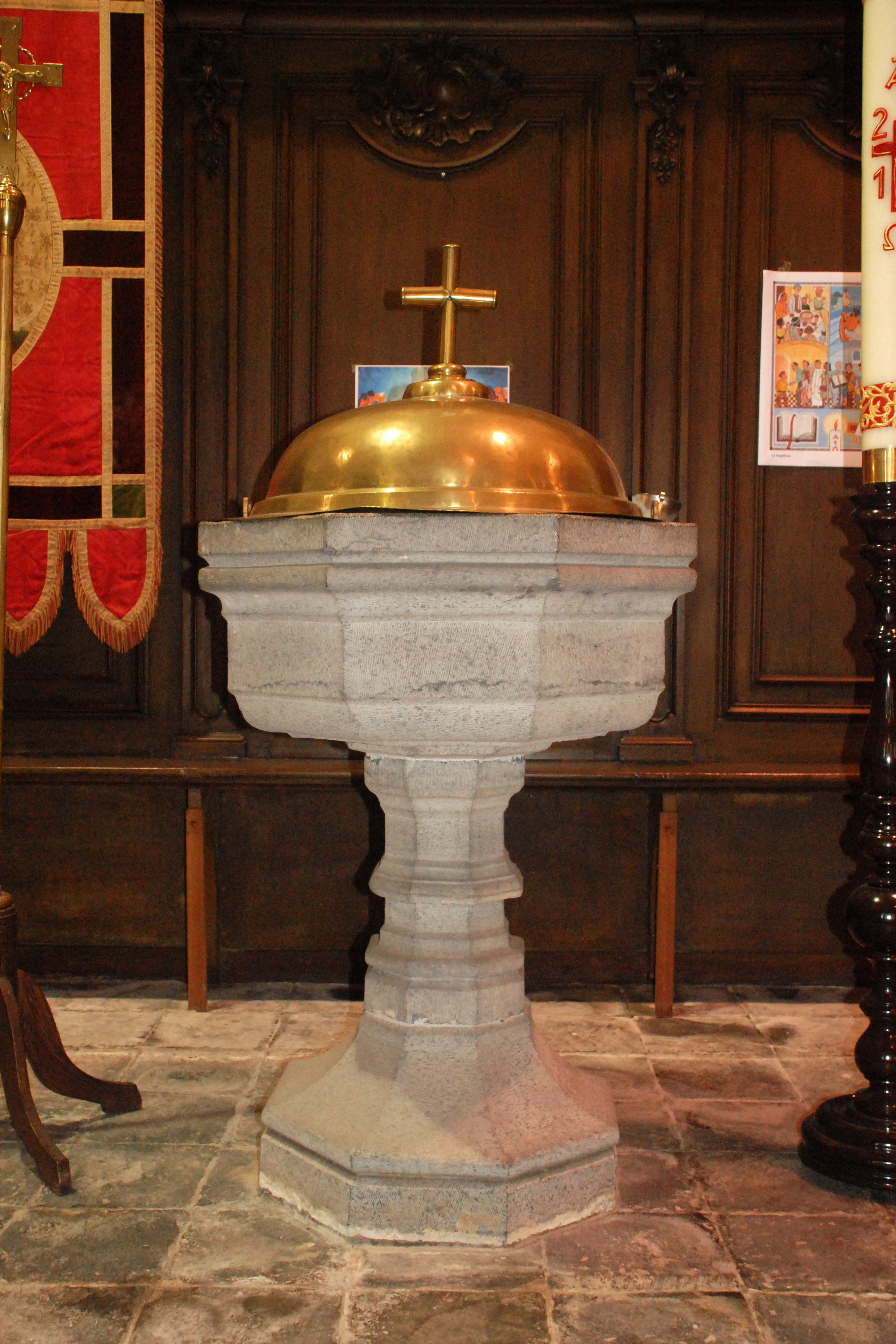
Cuve baptismale.

Un lambris de chêne de deux mètres de haut court tout autour des murs des collatéraux et huit beaux vitraux colorent la lumière entrante.
Quatre confessionnaux prennent place dans les collatéraux, en continuité avec les lambris. Chaque confessionnal est orné de lambrequins et surmonté de deux pots à feu.
Au milieu du collatéral gauche se dresse une cuve baptismale octogonale en pierre bleue.
|  |  |

### Le porche

#### La dalle funéraire de Philippe de Baisy

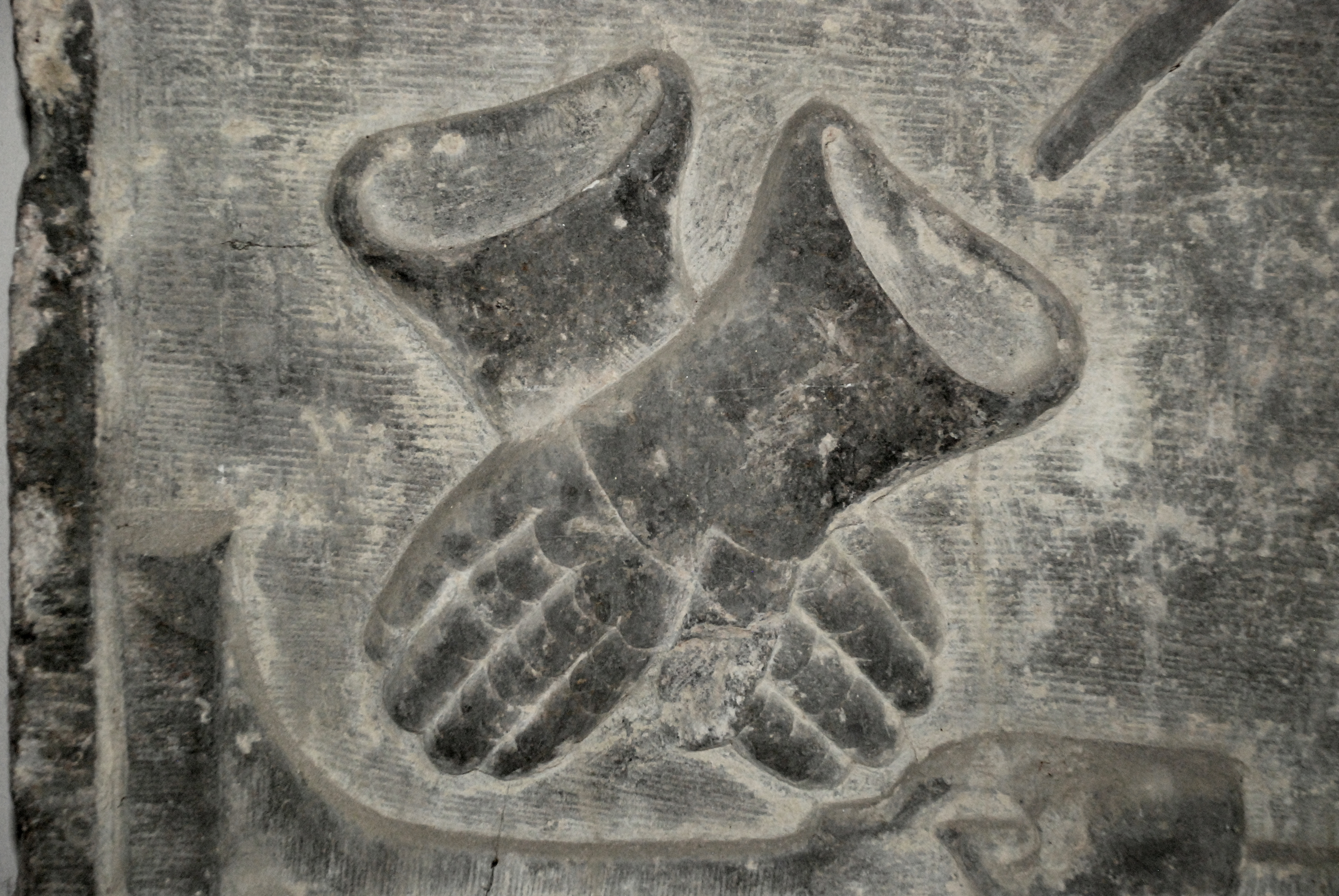
Gants.

Le porche de l'église abrite la dalle funéraire de Philippe de Baisy, aristocrate mort le 4 août 1595 comme l'indique l'épitaphe gravée au pied de la dalle :

« Ycy Gist Phlippe de Baisy fisse de Gillamme 

De Baisy et de Anthoinet Pittepace

Au present Damme de Ruart de Ways 

Et Glabay lequel trepassa Anno 1595 

LE 4 Daoust Pries Dieu pour son ame »

Philippe de Baisy est représenté en armure et sa tête est surmontée de ses armoiries, composées de l'écu et de ses ornements extérieurs, le heaume, le cimier et les lambrequins.
À ses pieds sont figurés son heaume et ses gants, et autour de lui sont disposées les armoiries de Baisy, Pittepace, Hellisem et Pasture.
|  |  |  |  |

#### Les ex-voto

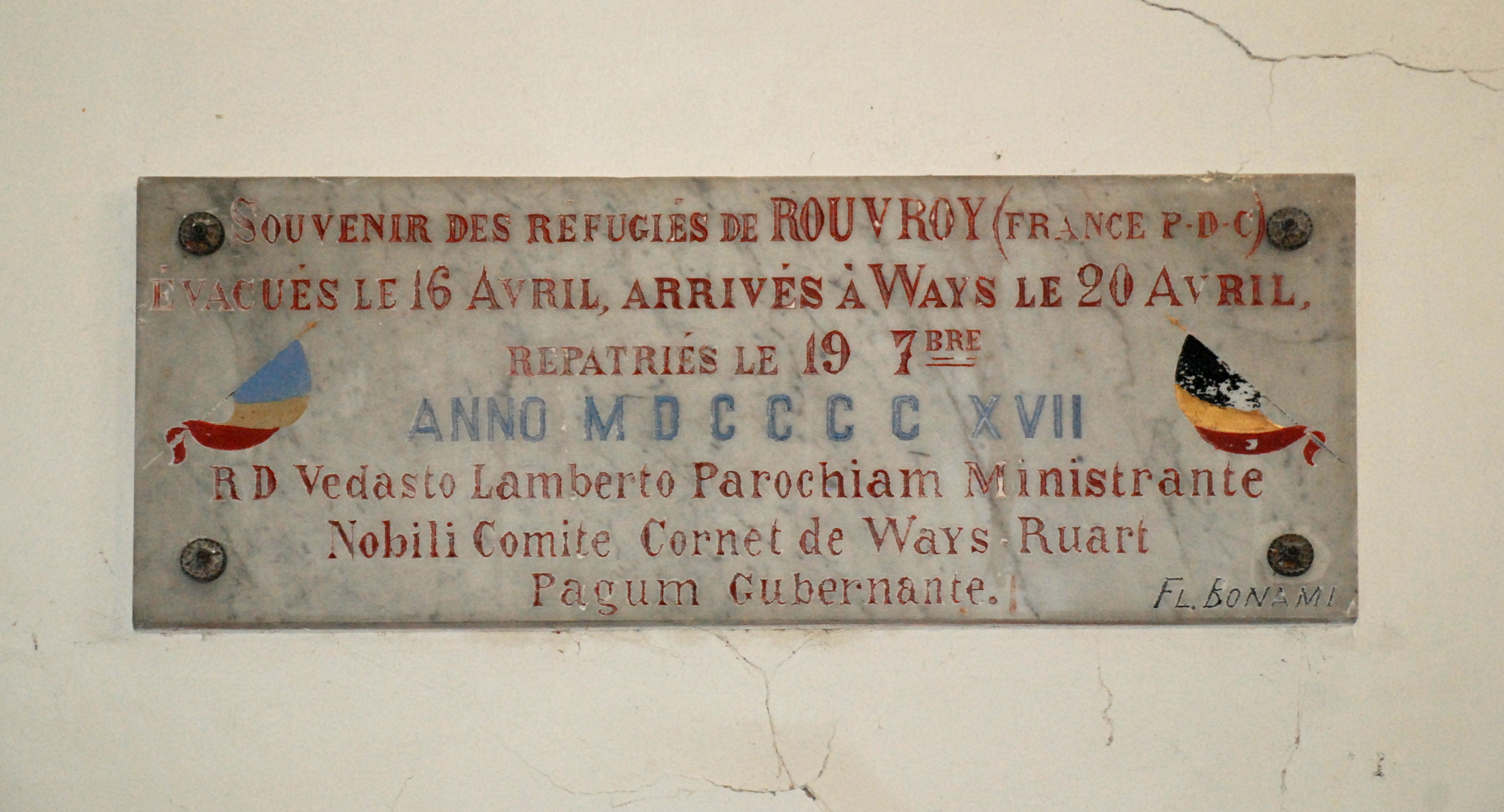

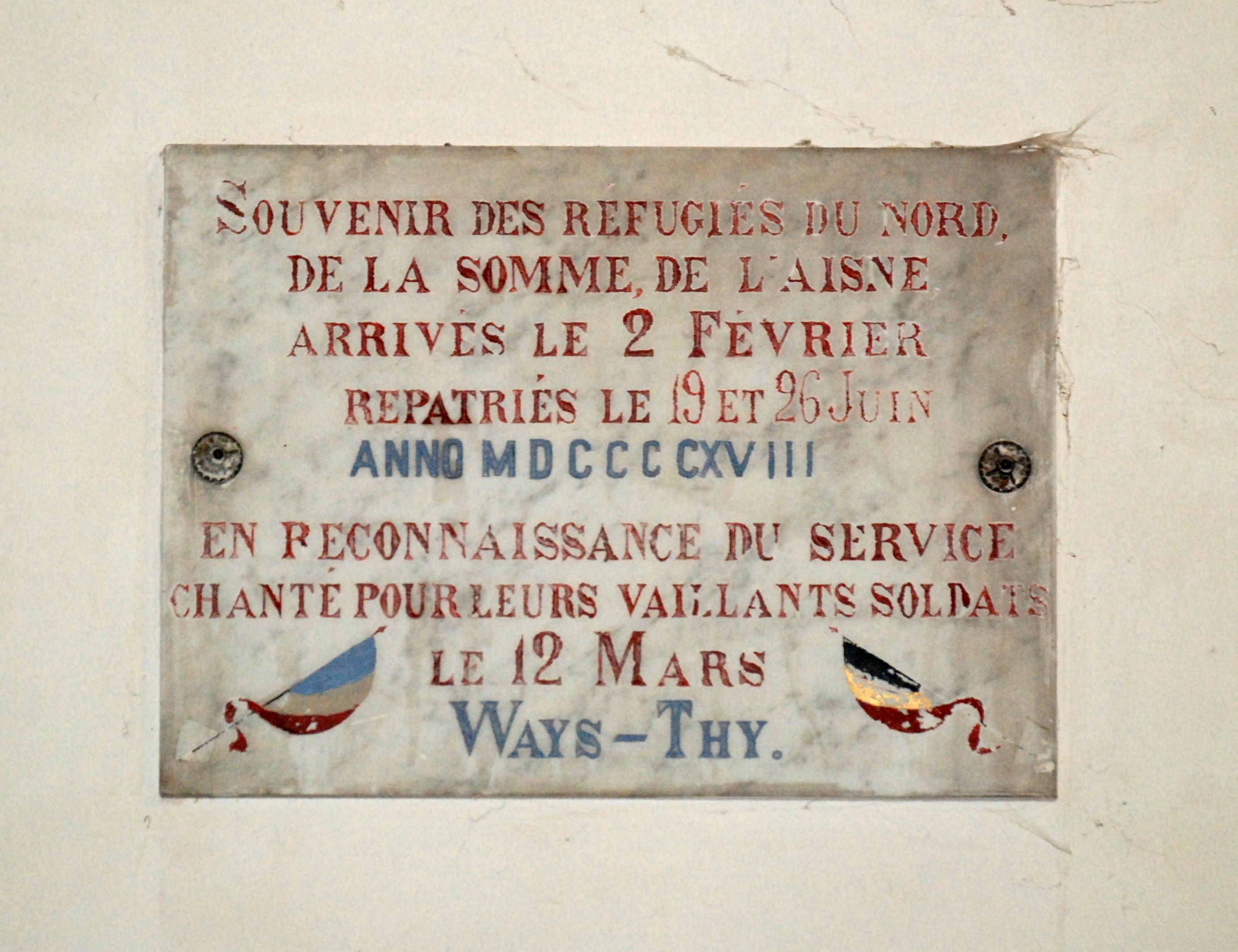

Le porche abrite également deux plaques exprimant la reconnaissance des habitants des départements français du Pas-de-Calais, du Nord, de la Somme et de l'Aisne réfugiés à Ways durant la Première Guerre mondiale.

« Souvenir des réfugiés de ROUVROY (France P-D-C) 

évacués le 16 avril, arrivés à Ways le 20 avril 

Repatriés le 19 septembre

ANNO MDCCCCXVII

RD Vedasto Lamberto Parrochiam Ministrante

Nobili Comite Cornet de Ways Ruart

Pagum Gubernante »

« Souvenir des réfugiés du Nord,

De la Somme, de l'Aisne

Arrivés le 2 février

Repatriés le 19 et 26 juin

ANNO MDCCCCXVIII

En reconnaissance du service

Chanté pour leurs vaillants soldats

Le 12 mars

Ways-Thy »

## Patrimoine

### Sedes Sapientiae de Ways
Œuvre d'art roman maintenant conservée en lieu sûr. Les Sedes Sapientiae, sièges de sagesse, dont le nom vient du trône où la Vierge est assise, naissent au XIIe siècle. Cette statue, façonnée dans un tronc de chêne et due à un artisan médiéval, nichait précédemment dans l'église romane de Mousty et dans celle de Ways.

### Objets et meubles
Plusieurs statues polychromes, e.a.Notre-Dame de Thy, gothique du 16e siècle ; Christ en croix du 17e siècle ; déposition par sainte Lutgarde provenant d'Aywières (fin du 16e siècle ou début du 17e siècle) ; saints de facture populaire (17e siècle ou 18e siècle) ; important mobilier Régence - Louis XV et Louis XVI, en particulier les stalles (1767), lambris, banc de communion, chaire et maître-autel, table de l'autel datée de 1794.

## Le presbytère

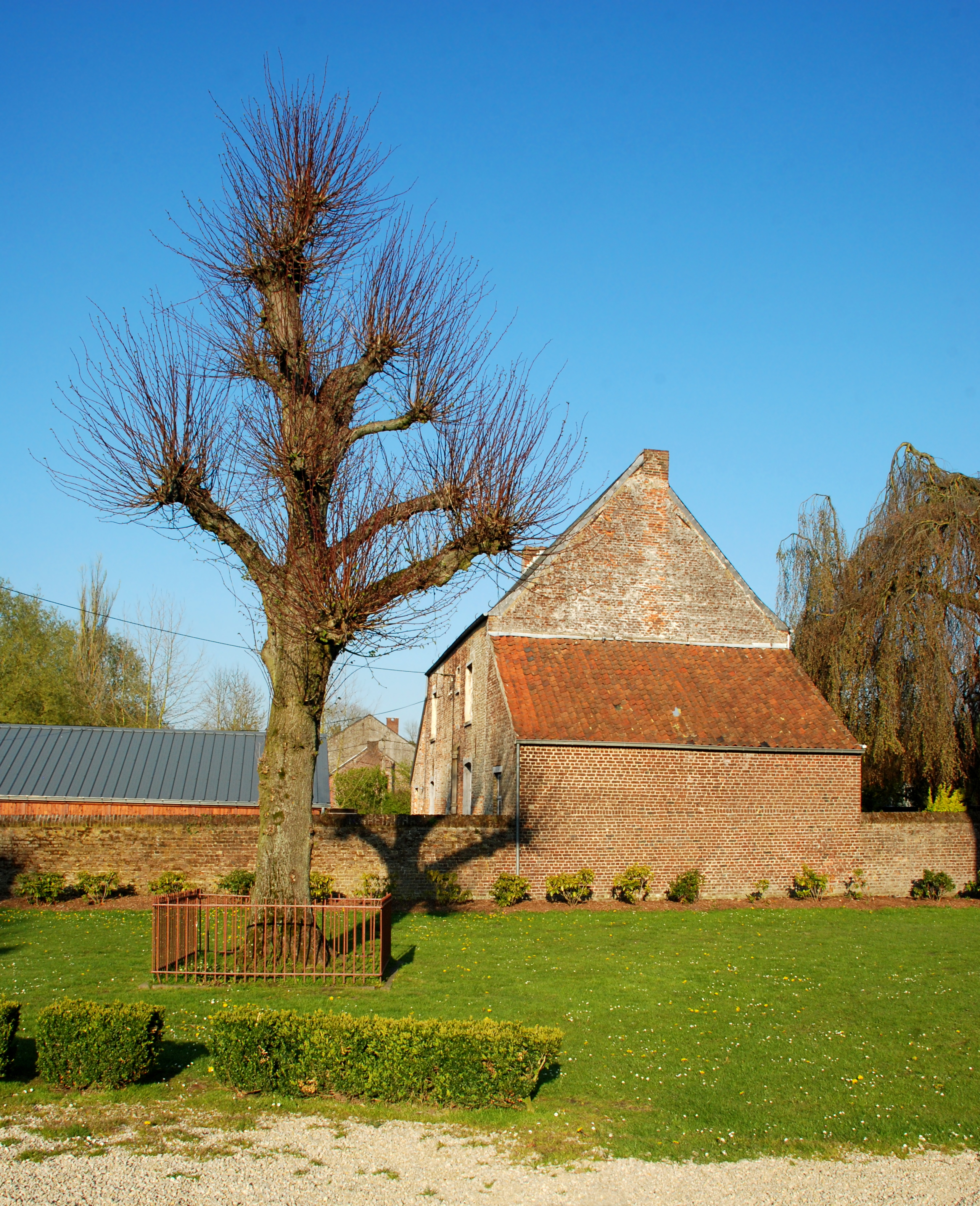
Le presbytère vu depuis le clos Général Duhesme.

Le presbytère se dresse dans l'axe du chevet de l'église et de la sacristie.
Cette maison enclose à double corps en deux niveaux date de la 2e moitié du XVIIIe siècle.
Elle est faite de briques et de pierre bleue sur un socle en moellons de grès. Les fenêtres à linteau bombé au rez-de-chaussée jouxtent une baie de porte d'entrée dont l'encadrement est plus large et à biseau. Les baies de l'étage sont à linteau droit. 
La maison est couverte d'une grande bâtière d'ardoises. Deux dépendances annexes en appui de part et d'autre du bâtiment principal sont d'époques différentes : à gauche 19e siècle, à droite 16e siècle. Primitivement la construction (1570) ne présentait qu'un seul niveau, vers 1890 toutes les annexes (écuries, porte charretière…) sont détruites.
|  |  |

## L'ancien cimetière paroissial
Le cimetière paroissial qui entourait jadis l'église est aujourd'hui désaffecté mais plusieurs dalles funéraires des XVIIIe et XIXe siècles ont été conservées et scellées dans les murs extérieurs de l'église.
La façade occidentale de l'église accueille la haute dalle funéraire du comte Benoît Cornet d'Elzius du Chenoy, à droite du portail, et trois autres dalles, à gauche de celui-ci, derrière le Monument aux morts évoqué plus haut.
La façade méridionale accueille une dizaine de pierres tombales, parmi lesquelles celles de Charles Delcorde (décédé en 1750) et de Marie-Madeleine Houyouse (décédée en 1780).

### La dalle funéraire du comte Cornet d'Elzius
À droite du portail de l'église se dresse la dalle funéraire du comte Jacques Louis Augustin Benoît Cornet d'Elzius du Chenoy (décédé le 9 octobre 1829) et de son épouse Catherine Robyns (décédée le 18 avril 1852).
La dalle est ornée de la devise du comte (Fortiter et honeste) ainsi que de ses armoiries, composées d'un double écu, flanqué de lions et surmonté de la couronne comtale, d'un heaume, de lambrequins et d'un cimier.

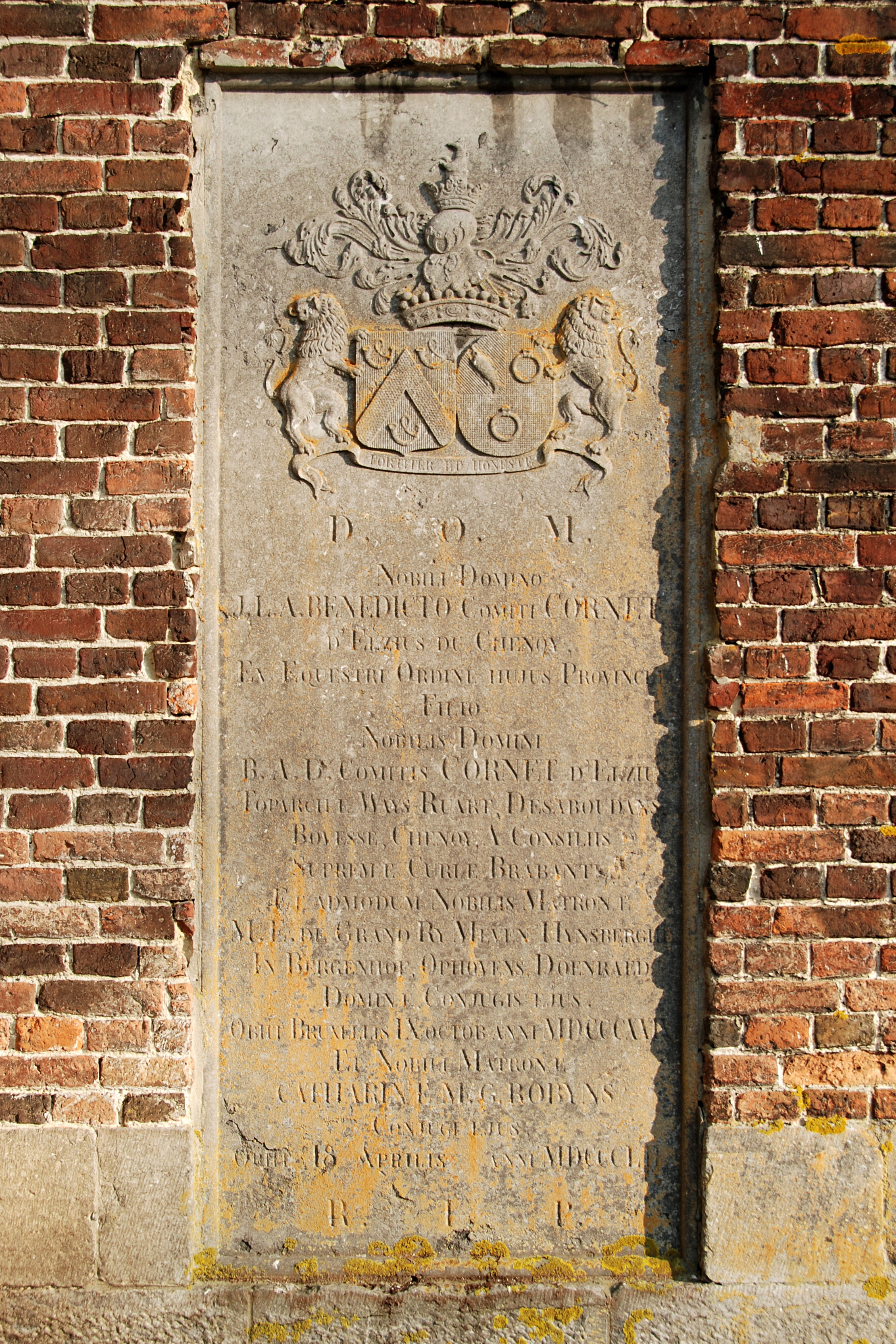
La dalle funéraire du comte Benoît Cornet d'Elzius du Chenoy et de son épouse Catherine Robyns.

Sous ces armoiries est gravée une longue épitaphe en latin, qui évoque les parents du comte, Benoît Antoine Dominique Cornet d'Elzius, seigneur de Ways-Ruart, des Haboudans, de Bovesse et du Chenoy, et Marie Elisabeth de Grand Ry.

« d o m

Nobili Domino
 
J.L.A. Benedicto Comiti Cornet

d'Elzius du Chenoy

En Equestri Ordine Hujus Provinciæ

Filio

Nobilis Domini

B.A.D. Comitis Cornet d'Elzius

Toparche Ways-Ruart, Desaboudans

Bovesse, Chenoy, A Consiliis

Supremæ Curiæ Brabantiæ

Et Admodum Nobilis Matrone

M.E. de Grand Ry Meven Hynsbergii

In Bergenhof, Ophovens, Doenraed

Domine Conjugis Ejus.

Obiit Bruxellis IX Octob Anni MDCCCXXIX

Et Nobili Matrone

Catharinæ M.G. Robyns

Conjuge Ejus

Obiit 18 Aprilis Anni MDCCCLII

R.I.P. »

|  |  |

### La dalle funéraire de Marie Houyouse

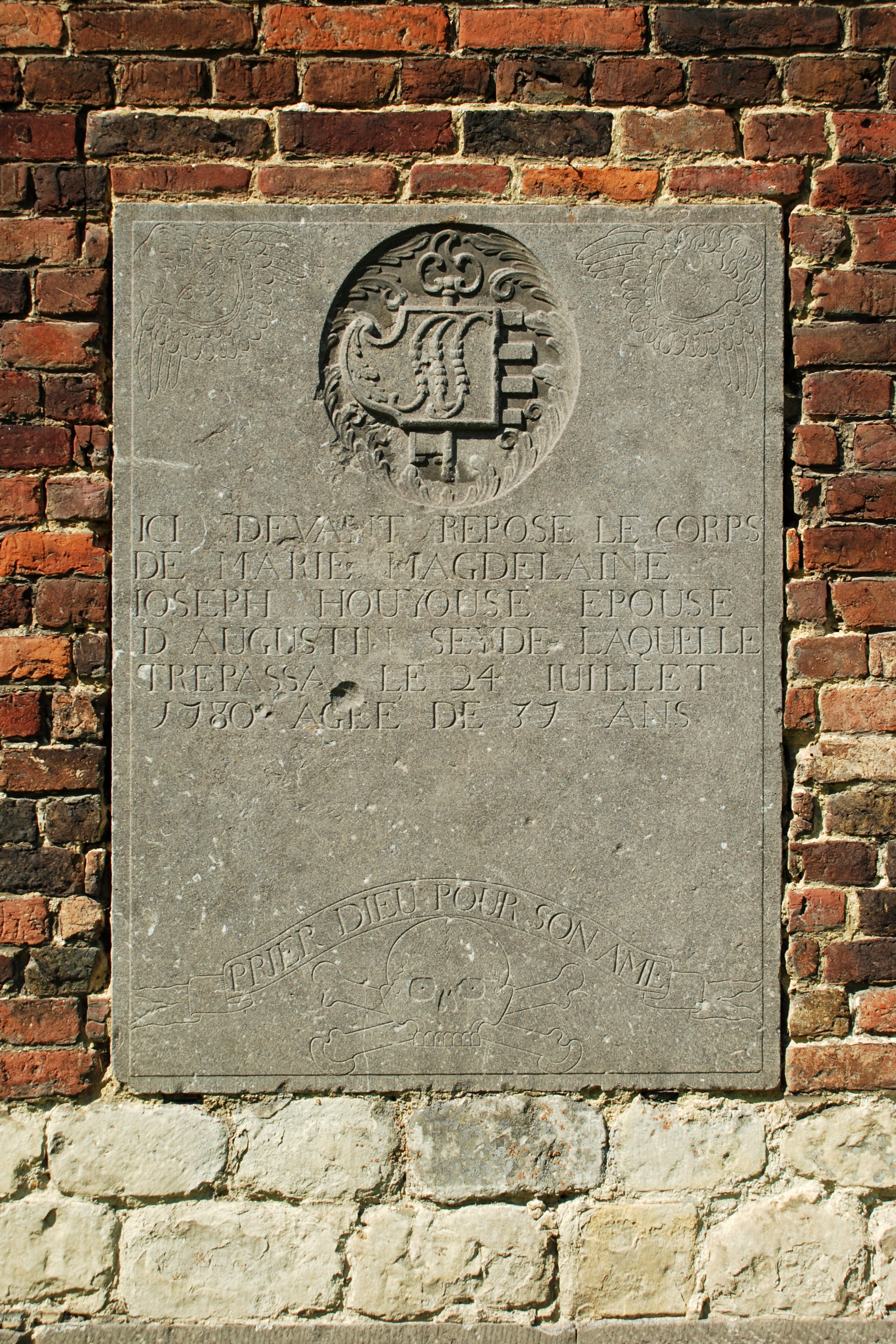
La dalle funéraire de Marie Houyouse.

Le mur méridional de l'église est orné d'une dizaine de dalles funéraires, parmi lesquelles celle de Marie Magdelaine Joseph Houyouse (décédée le 24 juillet 1780), une pierre tombale particulièrement bien conservée et à l'ornementation soignée.

« Ici devant repose le corps

De Marie Magdelaine

Joseph Houyouse Epouse

D'Augustin Seyde laquelle

Trépassa le 24 juillet

1780 âgée de 37 ans »

|  |  |